# Bloqueo de rama izquierda
Un bloqueo de rama izquierda (BRIHH) es un término médico que se emplea para un defecto en el sistema de conducción eléctrica del corazón caracterizada por un retraso de la conducción eléctrica por la rama izquierda del haz de His y, por ende, un retraso en la activación del ventrículo izquierdo del corazón. Como resultado, el ventrículo izquierdo se contrae después que lo hace el ventrículo derecho, una situación que es opuesta a las contracciones normales de los ventrículos cardíacos.

## Diagnóstico
Los criterios para el diagnóstico de un bloqueo de rama izquierda en un electrocardiograma incluyen:
- El ritmo cardíaco debe ser de origen supraventricular;
- La duración del complejo QRS debe ser mayor de 120 milisegundos;
- Debe haber la presencia de un complejo QS o rS en la derivación V1;
- Debe haber una onda R monofásica en las derivaciones I y V6.

La onda T debe desviarse en dirección opuesta a la deflección final del complejo QRS. A ello se le denomina un trastorno apropiado de la onda T con un bloqueo de rama. Una supra o infra desviación de la onda T puede sugerir un infarto agudo de miocardio o alguna cardiopatía isquémica.

## Causas

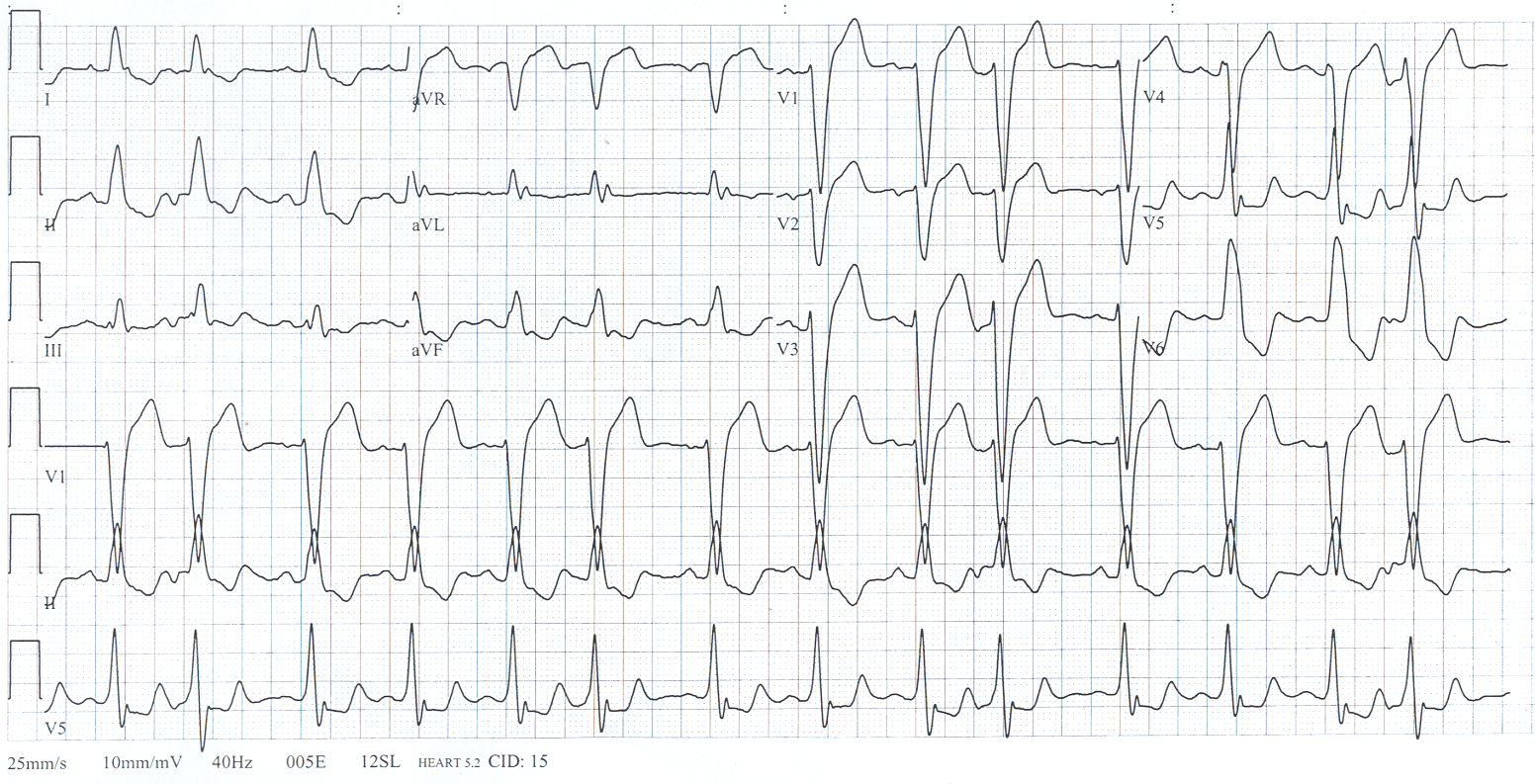
Electrocardiograma mostrando un bloqueo de rama izquierda y un ritmo irregular debido a extrasístoles supraventriculares.

Entre las causas comunes de un bloqueo de la rama izquierda del haz de His
se encuentran:
- Hipertensión arterial;
- Infarto agudo de miocardio;
- Enfermedad coronaria extensa;
- Trastorno o patología primaria del sistema de conducción eléctrica del corazón.

## Tratamiento
- Cuidado médico: los pacientes con un bloqueo de rama izquierda requieren una evaluación cardíaca completa y quienes se acompañan con pérdida de la conciencia puede que requieran un marcapasos artificial.
- Cuidados quirúrgicos: en algunos pacientes con bloqueo de rama izquierda con un QRS marcadamente prolongado y con insuficiencia cardíaca pueden recibir mayores beneficios con la colocación de un marcapasos, el cual provee contracciones ventriculares rítmicas.

## Clasificación
Algunas fuentes hacen distinción entre un bloqueo de rama izquierda anterior y un bloqueo de rama del fascículo posterior, debido a que el haz de His tiene esas derivaciones en la rama izquierda.